# Emmanuel Maurel
Emmanuel Maurel (ur. 10 maja 1973 w Épinay-sur-Seine) – francuski polityk i samorządowiec, poseł do Parlamentu Europejskiego VIII i IX kadencji, deputowany krajowy.

## Życiorys
Absolwent studiów klasycznych na Université Paris Sorbonne, kształcił się również w Instytucie Nauk Politycznych w Paryżu, w którym później wykładał prawo konstytucyjne. Zaangażował się w działalność Partii Socjalistycznej, w 2008 powołany w skład sekretariatu krajowego. W połowie lat 90. był asystentem parlamentarnym posła Jeana-Luca Mélenchona. W 2001 objął mandat radnego miejscowości Persan. W 2004 został radnym rady regionalnej Île-de-France. Po kolejnych wyborach w 2009 powołano go w skład zarządu regionu na stanowisko wiceprzewodniczącego ds. szkoleń zawodowych, a następnie ds. zatrudnienia.
Utożsamiany z lewicowym skrzydłem partii. W 2012 ubiegał się o funkcję I sekretarza (faktycznego przewodniczącego) Partii Socjalistycznej. W drugiej turze głosowania przegrał z Harlemem Désirem (otrzymał około 27,5% głosów).
W 2014 Emmanuel Maurel z ramienia socjalistów został wybrany do Europarlamentu VIII kadencji. W 2018 zrezygnował z członkostwa w Partii Socjalistycznej. Zorganizował własne ugrupowanie pod nazwą Gauche républicaine et socialiste, wsparł wraz z nim ruch polityczny La France insoumise. Z jego ramienia w 2019 ponownie został wybrany do PE.
W wyborach w 2024 uzyskał natomiast mandat deputowanego do Zgromadzenia Narodowego.